# Agleymina Hamamatsu
Il Agleymina Hamamatsu (アグレミーナ浜松?) è una squadra giapponese di calcio a 5, con sede a Shizuoka. Milita in F. League.

## Storia
Fondata nel 1996, cambia denominazione nel Gennaio del 2012 in Agleymina Hamamatsu. Il nuovo nome è stato preso dalla parola italiana anguilla, in giapponese si pronuncia Aguremina (アグレミーナ) e poi modificata in Agleymina, mentre la seconda parte indica il luogo di origine del team e cioè Hamamatsu. Nella stagione 2012-2013 viene ammessa per la prima volta nella massima competizione giapponese di futsal.

## Colori e simbolo

### Colori
I colori della maglia dell'Agleymina Hamamatsu sono l'arancione e il blu.

## Stadio
L'Agleymina Hamamatsu gioca le sue partite casalinghe al Hamamatsu Arena, che contiene circa 13.000 posti.

## Palmarès

### Competizioni regionali
- Tokai Regional League: (Come Tahara Futsal Club)

2006

## Statistiche e record

### Partecipazione ai campionati
| Categoria | Partecipazioni | Debutto   | Ultima stagione |
| --------- | -------------- | --------- | --------------- |
| F. League | 2              | 2013-2014 | 2014-2015       |